# Josef Elter
Josef Elter (* 8. Oktober 1926 in Kljajićevo, Königreich Jugoslawien; † 28. Jänner 1997 in Zwettl) war ein österreichischer römisch-katholischer Priester (Pfarrer in Bad Traunstein) und zugleich international bekannter Bildhauer und Grafiker.

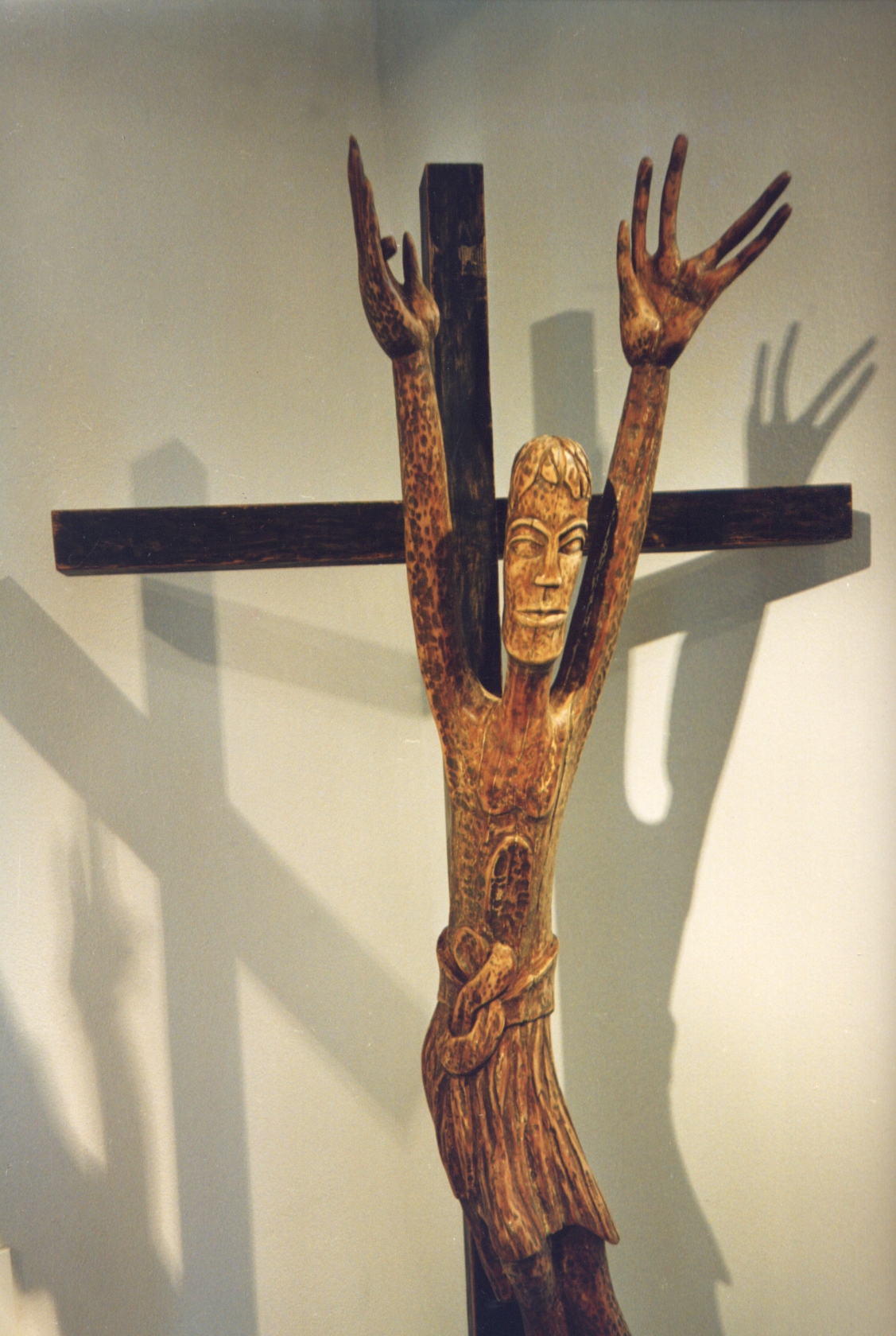
Auferstehung, 1978

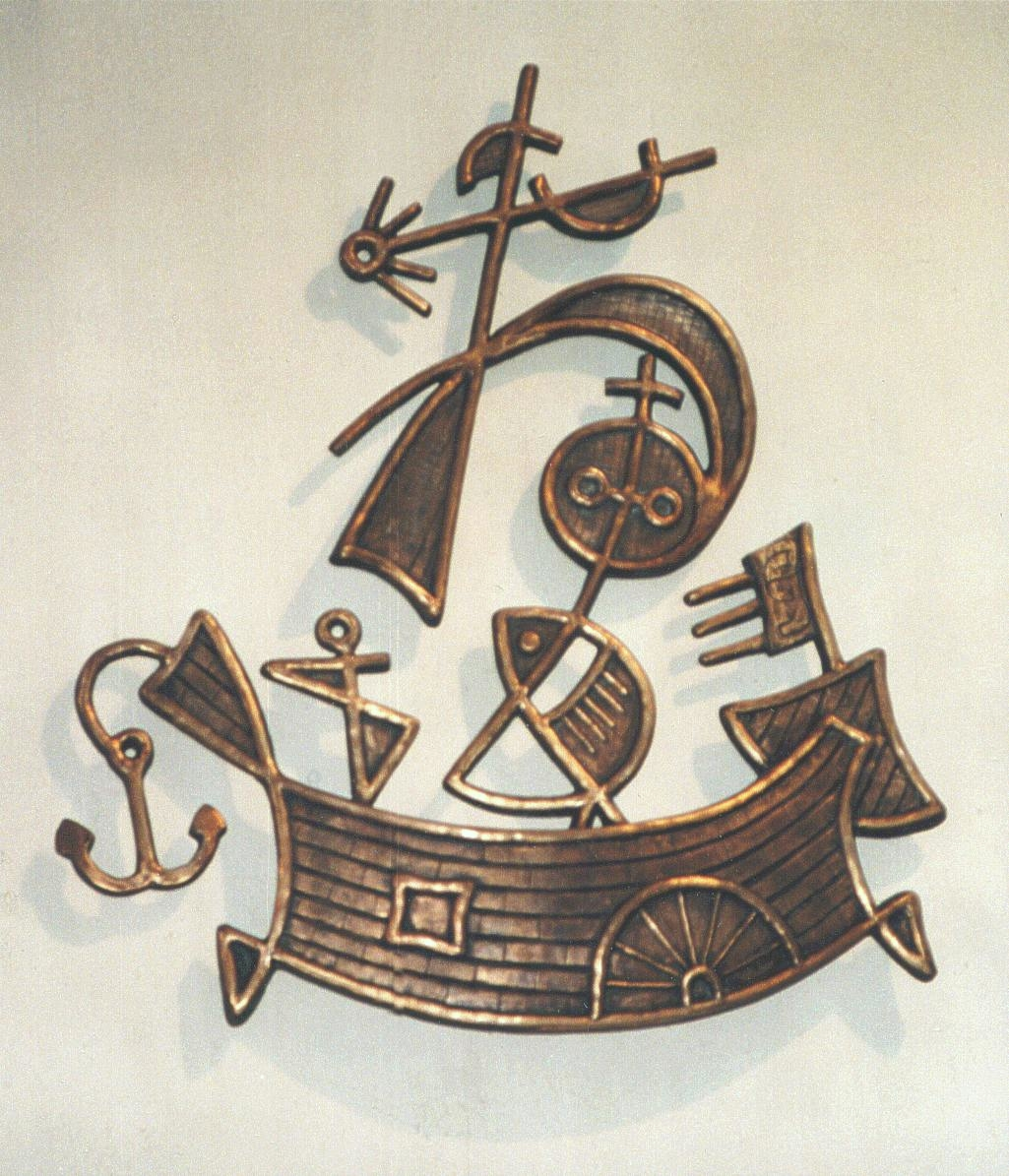
Das Schiff, das sich Gemeinde nennt..., 1991

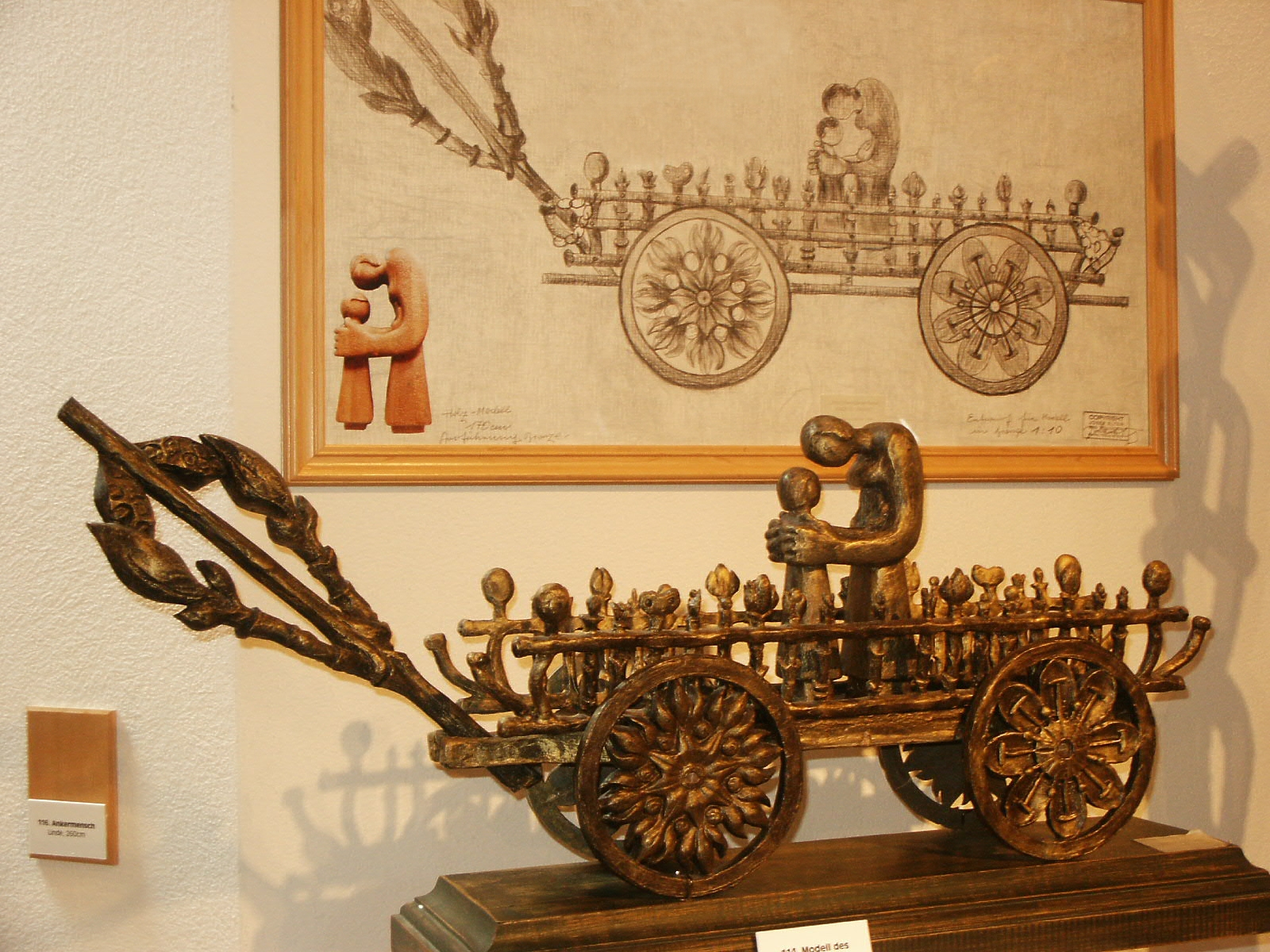
Fluchtwagen

## Leben
Josef Elter wurde in Kljajićevo (deutsch Kernei) geboren, einem Ort in der Batschka, den Maria Theresia 1765 mit Schwaben hatte besiedeln lassen und der noch 1944 von rund 6.300 Donauschwaben bewohnt war. 1939 trat Josef Elter in das Jesuitengymnasium in Travnik ein, wo Serbokroatisch die Unterrichtssprache war. Drei Jahre lang besuchte er das Gymnasium in Subotica.
1944 wurde er in die deutsche Wehrmacht einberufen. Er geriet in sowjetische Kriegsgefangenschaft, aus der er 1946 entlassen wurde. Elter maturierte ein zweites Mal am Benediktinergymnasium Seitenstetten, wobei er Kunst als Hauptfach wählte. Anschließend studierte er in Sankt Pölten Philosophie und Theologie.
Seine Primiz feierte Elter 1954 in Neuhofen an der Ybbs, anschließend eine Nachprimiz in Kernei. Als Kaplan wirkte er in Gastern und in Dobersberg (Nördliches Waldviertel), am 1. September 1957 wurde er Provisor, am 16. Juni 1958 Pfarrer in Bad Traunstein, ebenfalls im niederösterreichischen Waldviertel.
Schon bei seinem Amtsantritt erkannte er, dass die Pfarrkirche Bad Traunstein viel zu klein war und beschloss, eine größere zu erbauen. Mit einem Kapital von 310.133,97 Schilling (heute inflationsbereinigt umgerechnet 150.943 Euro) und viel Gottvertrauen wagte er den Baubeginn. Es gelang ihm, die Bevölkerung dazu zu motivieren, bei der Errichtung einer großen und modernen Kirche tatkräftig mitzuarbeiten. Die alte Kirche wurde aber nicht weggerissen, sondern zur Seitenkapelle umfunktioniert. Während Architekt Ladislaus Hruska (Wien) für den Rohbau verantwortlich zeichnete, übernahm Josef Elter die künstlerische Gestaltung des Kircheninneren. Granit und Holz, die Wesenselemente des Waldviertels, sollten das Baumaterial für das Gotteshaus bilden. Am 7. Oktober 1962 weihte Bischof Franz Žak die neue Kirche ein. Diese zieht nun viele Kunstfreunde an und wird als „Dom des Waldviertels“ bezeichnet.
1968 wurde Elter Dechant des großen Dekanats Ottenschlag, das 15 Pfarreien und zahlreiche Schulen umfasst.
Zahlreiche Studienreisen führten ihn nicht nur in die meisten Staaten Westeuropas, sondern auch nach Israel, Tunesien, in den Libanon und in die Ukraine sowie nach Russland.
Nach den ihm von Helmut Hörner übergebenen heraldischen Unterlagen der früheren Besitzer der Ortschaft Traunstein gestaltete Elter das Marktwappen, das dem Markt am 19. Oktober 1975 verliehen wurde.
Eine Herzensangelegenheit des Künstlerpfarrers war die Errichtung des Bildungshauses St. Georg in Traunstein, dessen Erbauung der Gemeinderat am 12. Dezember 1980 unter Bürgermeister Rudolf Bauer beschlossen hat und das am 28. Oktober 1984 eröffnet wurde. Sein pädagogischer Leiter wurde Dechant Elter.
Mit 1. September 1996 trat Elter in den Ruhestand. Am 28. Jänner 1997 starb er in Zwettl. Er wurde im Priestergrab des Traunsteiner Friedhofs, dessen Grabstein er für sich und seinen Vorgänger Vinzenz Rohrbeck selbst geschaffen hat, beigesetzt.

## Werk
Elter hatte schon als Kind künstlerische Neigungen. Seine donauschwäbische Herkunft machte sich in seinem künstlerischen Werk bemerkbar. Immer wieder findet man südslawische Elemente in seinen Arbeiten. Andererseits faszinierten ihn die Materialien Holz und Granit, die Grundelemente des Waldviertels. Elters Beherrschung des Materials Granit veranlasste den bekannten Bildhauer Fritz Wotruba nach Bad Traunstein zu fahren, da er seine moderne Kirche „Zur heiligen Dreifaltigkeit“ in Wien-Mauer (bekannt als „Wotrubakirche“) von Elter in diesem Material ausführen lassen wollte. Die Details waren bereits geklärt, aber die Ausführung scheiterte an der Zustimmung der Bauherren.
Elter hat neben seiner seelsorgerischen Tätigkeit, die er keineswegs vernachlässigte, zahlreiche Werke in Holz, Stein und Bronze geschaffen. Alle seinen Werken kennzeichnet eine tiefe Symbolik. In der Kirche befindet sich ein zwei Meter hohes Relief aus Bronze nach dem Motto „Ein Schiff, das sich Gemeinde nennt, fährt durch das Meer der Zeit. Das Ziel, das ihm die Richtung weist, heißt Gottes Ewigkeit...“
Eines der eindrucksvollsten Werke Elters ist das Kruzifix „Auferstehung“, das Christus nicht am Kreuz hängend, sondern zum Himmel emporschwebend zeigt. Es besteht aus einem in dieser Form gewachsenen Baum, den Elter auf künstlerische Weise in den Leib Christi verwandelte. Dieses Kruzifix gibt es auch als Abguss in Bronze.
Jede freie Minute verwendete Elter um in seinem Atelier in Bad Traunstein nach seinem Wahlspruch „Rohling stirb – Form werde!“ an der Verwirklichung seiner Gedanken zu arbeiten, wobei es oft um gigantische, monumentale Dimensionen ging, wie bei dem aus einem vier Meter hohen natürlichen Felsblock gehauenen Kriegerdenkmal in Bad Traunstein und einer 4,3 Meter hohen Getreideähre, dem „Wahrzeichen des Marchfelds“.
Neben seiner Tätigkeit als Bildhauer verfertigte Elter auch Holzschnitte. Er war mit dem in Gerersdorf lebenden Holzschneider Franz Traunfellner befreundet.

## Werke im Besitz von
- Republik Österreich
- Bundesrepublik Deutschland
- Australien
- Kanada
- USA
- Niederösterreichisches Landesmuseum
- sowie Privatsammlungen im In- und Ausland

Elters Werke wurden nicht nur in zahlreichen Orten in Österreich aufgestellt, sondern auch im Ausland, z. B. in Speyer und in Karlsruhe. Sein Werkverzeichnis gibt 206 Werke an, die sich zum Teil noch in Bad Traunstein befinden. Für diese wurde am 4. Oktober 1992 das „Bildhauerzentrum Josef Elter“ samt Skulpturenhof eröffnet. Die in Bad Traunstein verbliebenen Werke hat Elter dem Bildhauerzentrum Josef Elter (der Markt Bad Traunstein) geschenkt.

## Ausstellungen
- Zwettl 1975
- Wien 1976
- Speyer-Heilsbach 1977
- Salzburg 1978
- Darmstadt 1978
- Künstlerhaus Wien 1978
- Minoritenkirche Krems 1980
- Wiener Neustadt 1980
- Zwettl 1982
- Wien 1982
- Ab 1982 Katzenberger Quatember (eröffnet durch den Bundespräsidenten)
- Graz 1982
- Bildungshaus St. Hyppolit, St. Pölten 1983
- Rathaus Wien 1983 (zum Papstbersuch)
- Dominikanerkirche Krems 1983
- Salzburg 1983
- Stuttgart 1983
- Innsbruck 1985
- Neusiedl am See 1986
- Ebersdorf 1987
- Stift Schlierbach 1987
- Deggendorf (Bayern) 1987
- Neusiedl am See 1989
- Künstlerhaus Graz 1990
- Mattersburg 1991
- Neusiedl am See 1991
- Palais Wien 1993
- Neusiedl am See 1994

## Ehrungen
- 1994 Professorentitel
- Ernennung zum Monsignore
- Goldenes Ehrenzeichen für Verdienste um das Bundesland Niederösterreich
- Donauschwäbischer Kulturpreis des Landes Baden-Württemberg
- Prinz-Eugen-Medaille für Verdienste um die Donauschwaben
- Ehrenbandträger der katholischen akademischen Verbindung Suevia in Graz
- Ehrenzeichen des niederösterreichischen Kameradschaftsbundes
- Ehrenbürger des Marktes Traunstein